# Келль, Николай Георгиевич
Николай Георгиевич Келль (8 [20] января 1883 — 22 декабря 1965) — российский геодезист, доктор технических наук, член-корреспондент Академии наук СССР (1946), профессор, участник Камчатской экспедиции Ф. П. Рябушинского, один из создателей отечественной фотограмметрии и маркшейдерско-геодезической школы.

## Биография
Родился 20 января 1883 года в селе Петрово Торопецкого уезда Псковской губернии в крестьянской семье. В 1895—1897 годах обучался в городском училище в Великих Луках, в 1898—1903 годах — в реальном училище. В 1903 году поступил учиться в Петербургский горный институт, который окончил только в 1915 году. Принимал участие в студенческих волнениях 1905 года, за антиправительственную агитацию в 1906 году был арестован и провел полгода в Псковском исправительном арестантском отделении. Трудовую деятельность начал в 1906 году на прокладке Северо-Донецкой железной дороги, а в 1907—1908 годах продолжил её при постройке трамвайных линий в Петербурге от Смольного собора до Технологического института.
Спустя год в качестве топографа Русского географического общества Н. Г. Келль (будучи тогда ещё студентом) в составе геологического отдела экспедиции Ф. П. Рябушинского попал на Камчатку, где в 1908—1911 годах провел подробные геодезические исследования. В результате выполненных работ Николай Георгиевич составил первую карту вулканов Камчатки, применив новые для того времени методы маршрутной триангуляции (в том числе фототеодолитный метод съемки), существенно упростившие работу геодезистов без снижения её качества. Опубликованный им уже в 1928 году атлас камчатских вулканов многие годы использовался специалистами в области вулканологии и географии.
После окончания Петербургского горного института Н. Г. Келль с 1915 года работал в Екатеринбурге на аффинажном заводе помощником управляющего. Там он был правительственным пробирером и ответственным по приемке платины. В августе 1917 года был избран доцентом, а с 1920 года — профессором Уральского горного института, где организовал кафедру геодезии. В 1919 и 1920 годах избирался ректором Уральского горного института. В марте 1922 года по приглашению В. И. Баумана возвратился в Петроградский горный институт. После смерти В. И. Баумана в весной 1923 года возглавил вновь созданную кафедру геодезии, которой руководил до 1963 года. Одновременно с работой на кафедре в довоенные годы Н. Г. Келль заведовал геодезическими работами Геологического комитета в Кузбассе (1923—1927), вел съемку горы Магнитной на Урале (1926—1927), руководил геодезическими исследованиями на Крымской оползневой станции (1931—1937), руководил аэрофотосъемочными работами в дельте Волги в рамках работы Астраханской экспедиции Главрыбвода НКПП СССР (1936—1941).
В 1930 году ученый издал первое отечественное фундаментальное практическое пособие для землемеров, маркшейдеров и топографов. В 1936 году он запатентовал свой стереомодулятор, облегчавший вычерчивание карт на основе фототриангуляции, и получил ученую степень доктора технических наук без защиты диссертации по совокупности заслуг.
Являлся организатором Токсовской геодезической станции (1924—1936) и Вышегородского учебного полигона (1936—1996) Ленинградского горного института.
В годы Великой Отечественной войны был эвакуирован в Караганду из блокадного Ленинграда 11 декабря 1941 года. Заведовал кафедрами геодезии эвакуированных в тыл Московского горного института (1942) и Днепропетровского горного института (1943). Руководил геодезическими работами при освоении Карагандинского угольного бассейна. В августе 1944 года вернулся в Ленинград.
В декабре 1946 года избран членом-корреспондентом АН СССР. С 1947 года по 1962 год Н. Г. Келль возглавлял Лабораторию аэрометодов геологических исследований АН СССР, которая, в основном, определила историю развития аэрокосмических методов геологических исследований в нашей стране. Под руководством Николая Георгиевича лаборатория превратилась в ведущую научную организацию, в которой были заложены основы научных школ в области развития методов аэросъёмки для изучения природных ресурсов. Н. Г. Келль разработал способы ликвидации искажений на аэрофотоснимках и пространственной ориентации летящего самолёта, предложил палетку для трансформации аэрофотоснимка в графическую карту, способствовал введению в СССР системы координат Гаусса-Крюгера.
Похоронен на Богословском кладбище.

## Награды
За многолетнюю трудовую деятельность он награждён орденом Ленина, тремя орденами Трудового Красного знамени, медалями «За оборону Ленинграда», «За доблестный труд в Великой Отечественной войне 1941—1945 г.г.». Именем ученого назван один из вулканов Камчатки, а в 1966 году — гора в Антарктиде (гора Келля, Земля Королевы Мод, 71°58′ ю. ш., 14°38′ в. д., гора открыта и нанесена на карту в 1961 году Советской Антарктической экспедицией).

## Семья
Брат — Келль Георгий Георгиевич, геолог, выпускник и преподаватель Петроградского горного института (1886—1919),.
Дочь — Тамара Николаевна Келль (1908- ?), жена Александра Петровича Бурова.
Дочь — Юлия Николаевна Келль (1909—1993), геолог, жена ученого-физика, одного из основателей отечественной школы эмиссионной электроники, Леонтия Николаевича Добрецова, мать ученого-геолога Николая Леонтьевича Добрецова.
Сын — Лев Николаевич Келль (1912—1978) — горный инженер-маркшейдер, профессор, ректор Ленинградского горного института.
Дочь — Мария Николаевна Келль (1917—2004) — горный инженер-обогатитель, кандидат технических наук, доцент Ленинградского горного института, Заслуженный работник высшей школы Российской Федерации

## Основные труды[2]
- «Координаты Гаусса-Крюгера и их применение» (1930);
- «Высшая геодезия и геодезические работы», совместно с В. А. Бариновым (1932—1933);
- «Фотография и фотограмметрия» (1936);
- «Инструкция по переходу к системе координат Гаусса-Крюгера в горнопромышленных районах, где в достаточной мере проведены подготовительные работы для перехода», совместно с Б. И. Никифоровым, К. А. Звонаревым (1938);
- «Основы графического уравнивания при вставке триангуляционных сетей» (1941);
- Глава «Фотограмметрический процесс аэрофотосъемки» в томе 4 руководства «Геодезия», совместно с С. А. Лебедевым, Г. В. Романовским, В. С. Семеновым (1941);
- «Графический метод в действиях с погрешностями и положениями (распределениями)» (1948);
- «Использование результатов топографо-геодезических работ в инженерных целях», совместно с В. Г. Здановичем (1950);
- «Указания по использованию геометрических и геодезических свойств аэрофотоматериалов для геологического картирования», совместно с Л. Н. Келлем (1950);
- «Определение смещений точек на опознаках дифференциальным методом», совместно с А. Н. Белоликовым (1954);
- «Пособие по курсу фотограмметрии для маркшейдерского факультета», совместно с Н. М. Свирщевским (1958);
- «Измерительное дешифрирование аэроснимков в полевых условиях» (1959);
- «Высшая геодезия», совместно с В. Г. Здановичем, К. А. Звонаревым, А. Н. Белоликовым, Н. А. Гусевым (1961).